# Las Flores (partido)
Pour les articles homonymes, voir Las Flores.
Las Flores est un partido de la province de Buenos Aires fondée en 1839 dont la capitale est Las Flores.